# Todd Rundgren
Todd Harry Rundgren (født 22. juni 1948) er en amerikansk multiinstrumentalist, singer-songwriter og musikproducer. Han var én af de første, der spillede samtlige instrumenter på sine udgivelser. Han har også produceret en lang række kunstnere, blandt andet The Tubes, Hall & Oates, Meat Loaf m.fl. Som kuriosum kan nævnes at hans favoritguitar i mange år var en Gibson SG han havde købt af Eric Clapton og at han er stedfar for Liv Tyler. Han er også een af pionererne i rockbranchen, når det gælder internet/hjemmesider og design af samme. Han har spillet i Danmark flere gange. Både under eget navn, men også i hans tidligere band Utopia samt med Ringo Starr All Stars.